# Saskia Huppert
Saskia Huppert (* 1982 in Darmstadt) ist eine deutsche Schauspielerin und Sängerin.

## Leben
Huppert studierte von 1999 bis 2003 Schauspiel, Gesang und Tanz an der Universität der Künste Berlin. Sie war in der Masterclass für Lichtinterpretation bei Caspar Richter und für Musical bei Yamil Borges. Nach ihrem Abschluss hatte sie Engagements bei Theatern und Musicals im deutschsprachigen Raum (z. B. Staatstheater Darmstadt, Musical Dome Köln, Schauspielhaus Basel oder Neuköllner Oper Berlin). Darüber hinaus sang sie an der Berliner Philharmonie sowie dem Konzerthaus Die Glocke in Bremen.
Huppert ist mit ihrem Soloprogramm „herzdame. bube sticht! Lieder und Text um die Liebe“ bundesweit auf Tour.
Neben ihrer darstellerischen Tätigkeit ist Saskia Huppert Coach für Präsenz, Stimme und Ausdruck.

## Bühne (Auswahl)
- 2007: Acht Frauen (als Suzanne), Mainzer Kammerspiele
- 2009: Vom Geist der Weihnacht, Capitol Theater Düsseldorf
- 2010: Vom Geist der Weihnacht, Musical Dome Köln[3]
- 2011: Vom Geist der Weihnacht (als Mrs Pommeroy), Deutsches Theater München
- 2015: Der Datterich (als Marie), Staatstheater Darmstadt
- 2019: Mondscheintarif (als Cora), Kammerspiele Wiesbaden[4]
- 2019: herzdame. bube sticht!, Theater Lust Darmstadt[5]

## Filmografie (Auswahl)
- 2012: Heißmann & Rassau: Hotel im Angebot
- 2014: Heißmann & Rassau: Der keusche Lebemann
- 2014: Heißmann & Rassau: Otello darf nicht platzen
- 2015: Heißmann & Rassau: Pension Schöller
- 2016: Heißmann & Rassau – Komödie aus Franken: Ein Floh im Ohr
- 2016: Tatort: HAL
- 2016: Heißmann + Rassau – Komödie aus Franken: Der Meisterboxer